# Tiranet orellut de Lanyon
El tiranet orellut de Lanyon (Pogonotriccus lanyoni) és un ocell de la família dels tirànids (Tyrannidae).

## Hàbitat i distribució
Hàbitat no gaire conegut, se l'ha citat al bosc secundari i clarianes als Andes de Colòmbia en Antioquia i est de Caldas.